# William Andelfinger
William Peter Andelfinger (St. Louis, 15 dicembre 1880 – St. Louis, 23 dicembre 1968) è stato un ginnasta e multiplista statunitense.

## Carriera
Andelfinger partecipò ai Giochi olimpici di Saint Louis 1904 nelle gare di triathlon e ginnastica. Giunse quindicesimo nel concorso generale individuale, sessantaquattresimo nel triathlon e settimo nel concorso a tre eventi.